# 香河县
香河县是中华人民共和国河北省廊坊市下辖的一个县。位于北京市和天津市之间，华北平原北部，面积458平方公里。2012年综合经济实力排在河北省第8位，城市化率排在河北省第10位。縣政府駐淑陽鎮迎賓路1號。

## 歷史
据孙小营村窑地发现石斧证明，这里早在新石器时代就有人类聚居生息。
西周灭商后，封召公奭于燕，香河县境属燕国。
秦朝時，划燕地为上谷、渔阳二郡，此时属渔阳郡。
西汉，置雍奴县（今天津市武清区城关镇东北），香河为雍奴县东北境地，属幽州渔阳郡。
东汉，属幽州渔阳郡。幽州并冀州，属冀州渔阳郡
三国，为曹魏之领地
西晋，隶幽州燕国
东晋，十六国相互争战，纷纷建立割据政权，此地先后为后赵、前秦、后燕辖地。
南北朝时，属北魏幽州渔阳郡。
永熙三年（公元534年），北魏分东、西魏，属东魏。
武定八年（550年），隶北齐东北道于渔阳郡。
承光元年（557年），改隶北周幽州（总管府）渔阳郡。
隋开皇三年（583年），废渔阳、燕郡，属幽州。大业三年（607年）,改属涿州。
贞观元年（627年）“分天下为十道”，雍奴县为河北道幽州都督府（后升大都督府）之辖县，天宝元年（742年），复设郡领县，雍奴县改称武清县，香河属范阳郡武清县地。乾元元年（923年）李存勖称帝，遂属后唐。
西元936年，辽后唐，割燕云十六州给契丹，此地属契丹。
契丹会同元年（938年），于武清孙村置榷盐院，为贮盐新仓。后居民集聚，渐成井肆，遂由武清、漷县、三河划出部分地域置香河县。时县境较阔，约辖今香河、宝坻、宁河三县地，隶南京道析津府。
宋宣和四年（1122年），金攻克辽南京（今北京），香河属金。宋宣和五年，金以燕京（辽称南京）及涿、檀、易、顺、景、蓟之地还宋，香河随之归宋，徽宗赐（香河）名清化县。宋宣和七年，（1125年），金尽取燕山府及所属州县，清化县复名香河县，属中都路大兴府。
南宋乾道八年，（1172年），划香河镜东部15000家置宝坻县。承安三年（1198年），宝坻县升置盈州，香河隶之，后盈州废，仍属中都大兴府。
元太祖十年（1215年），克金中都，香河始归元之属地。元九年（1272年），属大都路大兴府。元十三年，升漷阴县为漷州，香河县属大都路漷州。
明洪武元年（1368年），香河属漷州，属山东行省北平府。洪武二年（1369年）改隶北平行省北平府。洪武十年二月至十三年二月，香河县归属漷州。永乐元年（1403年），属北京行省顺天府，永乐十九年（1420年）改属京师顺天府。
清顺治元年（1644年），属直隶省顺天府。康熙二十七年（1688年），顺天府设四路厅，香河县属东路厅。
民国元年（1912年），香河县属直隶顺天府；民国三年（1914年），改顺天府为京兆地方，香河属之；民国十七年（1928年），南京国民政府将京兆并入河北管辖，香河属河北省；民国三十年至民国三十四年（1941年至1945年8月），被日軍佔領；民国三十三年（1944年11月），香河、武清、宝坻联合县成立，香河东、南部地区隶冀热区行署第五专属领导；民国三十四年（1945年1月），香河县西北部地区属通（县）、三（河）、香（河）联合县，隶冀热辽区行署第十四专属；民国三十五年（1946年1月），抗日战争結束后，各联和县撤销，恢复原县制。香河属冀东区（行署）第十八专属。
1949年8月1日，河北省人民政府成立。香河属河北省通县专区。
1958年4月，通县专区撤销，香河改属唐山专区。同年11月撤销香河建制并入宝坻县。
1959年6月，仍属唐山专区。当月地市合并后，改隶唐山市。
1960年3月，改属天津市。
1961年6月，天津市所辖宝坻（含香河）等县划归河北省天津专区。
1962年6月，恢复香河县制，属河北省天津专区。
1967年11月，天津专区改为天津地区，香河改属天津地区。
1974年1月，天津地区改称廊坊地区，香河属之。
1988年3月，廊坊地区改廊坊市，辖香河至今。

## 人口
2020年，香河縣户籍人口383620人，比上年增加7270人，户籍户數132094户。常住人口449038人，比上年增加70854人。常住人口城鎮化率73.64%，比上年提高10.9%。

## 气候
香河县属暖温带大陆性季风气候，年均温11.3℃，年降水量668毫米。

## 行政区划
香河县下辖9个镇：
淑阳镇、蒋辛屯镇、渠口镇、安头屯镇、安平镇、刘宋镇、五百户镇、钱旺镇、钳屯镇、河北香河经济开发区和香河新兴产业示范区。

## 交通

### 公路
香河境内有国家级高速公路2条、国家级干线公路（国道）3条、省级干线公路1条，此外还有若干条县乡道。
- 京哈高速：在淑阳镇凌家吴村北入香河县境，东西向经过淑阳镇、蒋辛屯镇、钱旺镇、渠口镇，在渠口镇青户庄村与天津市宝坻区相接；
- 首都环线高速：在蒋辛屯镇苍头村与北京市相接，经蒋辛屯镇西北侧的苍头、岭子、北李庄后进入大厂县境内；
- 103国道：在北京市觅子店村入香河县境，经过安平镇境内约3Km；
- 230国道：在蒋辛屯镇后场村入县境，经过蒋辛屯镇、香河县城区后在钳屯镇西侧折向西，跨北运河后经安平镇，在与 103国道相交后进入北京市通州区境内；
- 274省道：在钱旺镇武河桥入县境，经过钱旺镇，与 509国道相交后向南延伸，在跨潮白河后经过安头屯镇，终与乡道双安路相交，并连接乡道国安路；
- 509国道：在淑阳镇凌家吴村入县境，之后在郭辛庄村转向南，在连接运河大道后转向南偏东，至大罗屯村西侧转向东并进入香河城区，随后跨过潮白河并经过钱旺镇和渠口镇，在跨过引泃入潮河后进入天津市宝坻区。

### 铁路
香河境内目前运营有京唐城际铁路和与之共线的京滨城际铁路，以及规划中的环北京城际铁路廊坊至密云段将在香河交叉，并设有香河站。

### 航空
香河将在渠口镇建设通用航空机场，但不对旅客运营。

### 公共交通

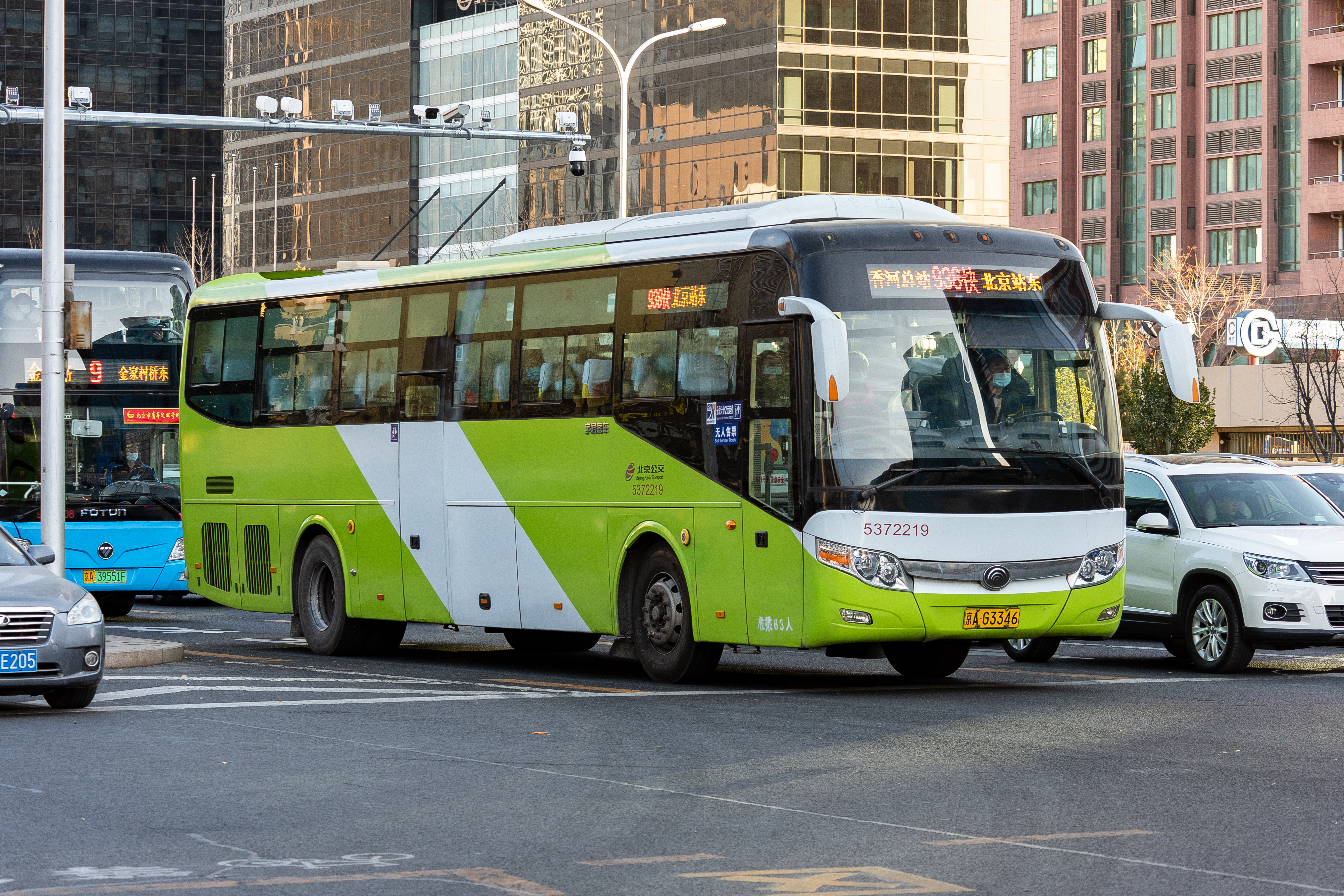
从香河开往北京站东的938路快车行驶在北京永安里路口

截至2021年，香河已开通由香河慧安公共交通运输有限公司运营的13条公交线路（1路、2路、201~205路、207~213路）以及由北京公交集团第五分公司运营的810路、810路快车、823路、938路及938路快车等五条固定班次的北京公交线路。此外，廊坊交通运输集团还开行了7条联通廊坊与香河的公交线路（101~105路、111路、113路），以接替曾长期由个体司机开行的客运班线。